# Kraków Plaza
Kraków Plaza lub Galeria Plaza (w latach 2019–2021 pod nazwą Fashion Outlet Kraków) – nieistniejący obiekt handlowo-usługowy w dzielnicy II Grzegórzki w Krakowie, przy alei Pokoju 44. Obiekt został otwarty w 2002 roku, zamknięto go po 19 latach w roku 2021. Pod koniec 2022 roku rozpoczęła się rozbiórka budynku, która zakończyła się w kwietniu 2023.

## Historia

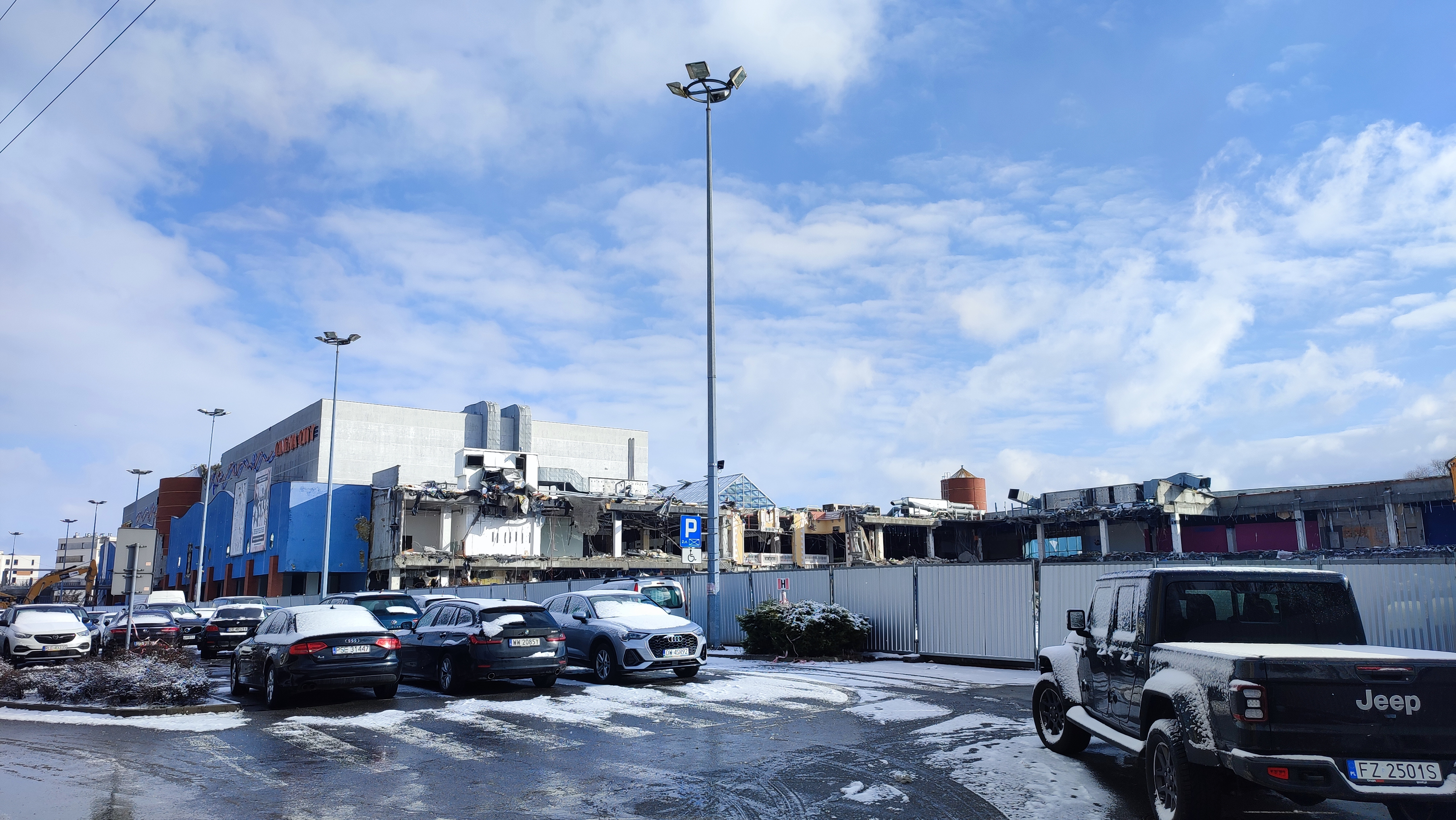
Rozbiórka galerii

Galeria handlowa została wybudowana przez przedsiębiorstwo Skanska w latach 2001–2002. Centrum posiadało 60 tys. m. kw. powierzchni użytkowej, 120 lokali handlowo-usługowych oraz przy budynku znajdowało się 1500 miejsc parkingowych. W centrum mieściły się głównie sklepy z odzieżą, kino Cinema City, McDonald’s oraz hipermarket Carrefour.
W latach 2018–2019 Plazę w Krakowie przebudowano na centrum outletowe.
W sierpniu 2021 roku obiekt opuścili ostatni najemcy i został on zamknięty.
Na początku 2022 roku obiekt został zakupiony przez nowego właściciela, który planował rozbiórkę dawnej galerii i budowę kompleksu nowych budynków.
W marcu 2022 roku, przed rozpoczęciem rozbiórki budynku, w galerii zorganizowano punkt pomocy uchodźcom z Ukrainy oraz noclegownię. Obiekt rozebrano w 2023 roku.